# جمهوری‌خواه لیبرترین
جمهوری‌خواه لیبرترین فردیست که باورمند به فلسفهٔ لیبرترینیسم بوده و به حزب جمهوریخواه ایالات متحده رای می‌دهد.

## چهره‌های عمومی

### نمایندگان مجلس ایالات متحده

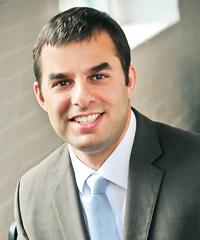
جاستین اماش

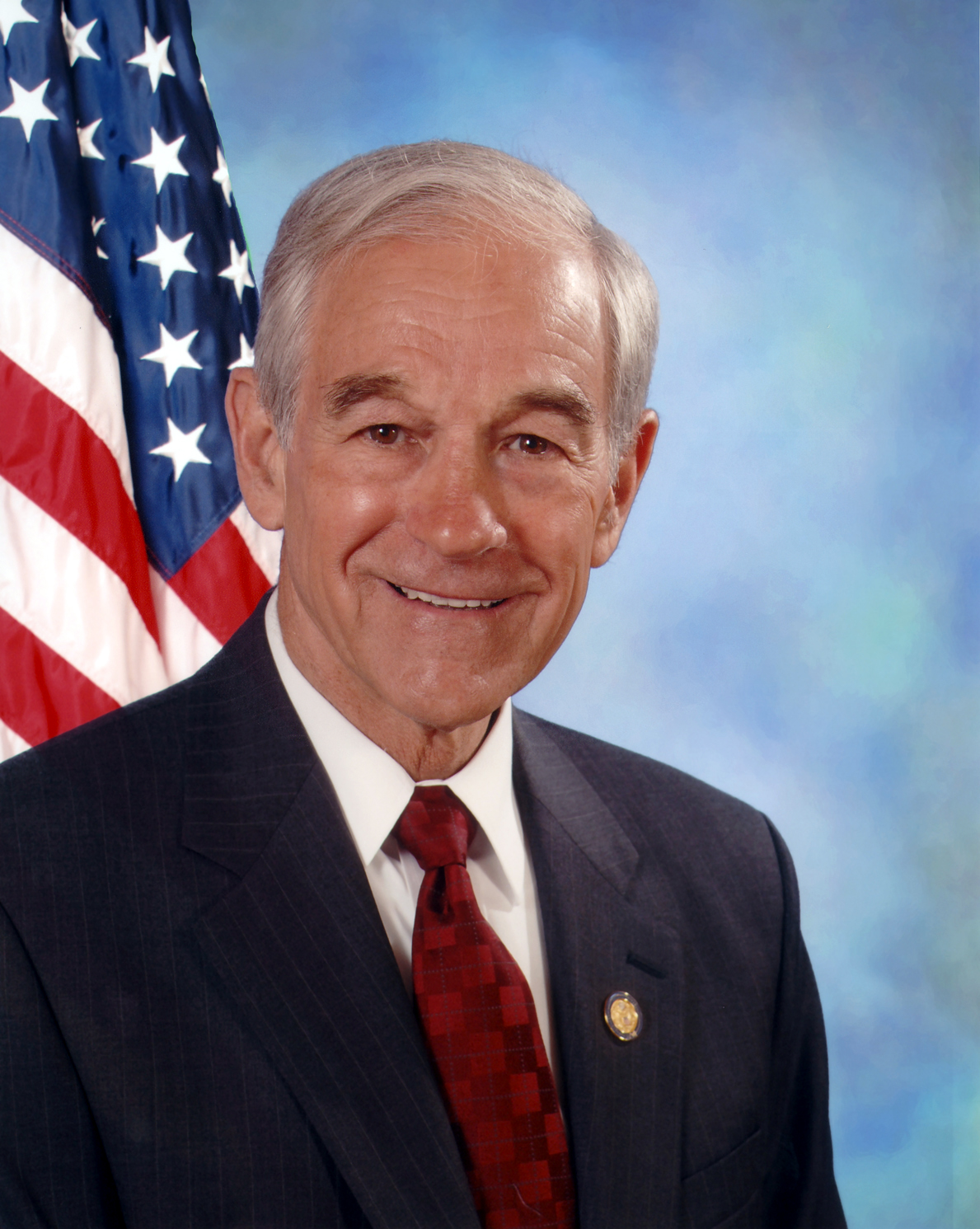
ران پال

- نماینده ایالات متحده جاستین اماش از میشیگان[۱]
- نماینده ایالات متحده کری بنتیویلیو از میشیگان[۲]
- نماینده مجلس ایالات متحده Jimmy Duncan از تنسی[۳]
- نماینده ایالات متحده مایک فیتزپتریک از پنسیلوانیا[۴]
- نماینده مجلس ایالات متحده اسکات گرت از نیوجرسی[۳]
- نماینده ایالات متحده والتر بی. جونز از کارولینای شمالی[۵]
- نماینده مجلس ایالات متحده رائول لابرادور از آیداهو[۶]
- نماینده مجلس ایالات متحده تامس مسی از کنتاکی[۷]
- نماینده مجلس ایالات متحده تام مک‌کلینتوک از کالیفرنیا[۳]
- نماینده مجلس ایالات متحده رید ریببل از ویسکانسین[۸]
- نماینده مجلس ایالات متحده دانا روراباکر از کالیفرنیا[۹]
- نماینده مجلس ایالات متحده دیوید شویکرت از آریزونا[۱۰]
- نماینده مجلس ایالات متحده استیو استوکسمن از تگزاس[۱۱]
- نماینده مجلس ایالات متحده پال برون از جورجیا[۱۲]
- نماینده مجلس ایالات متحده تدا یوهو از فلوریدا[۱۳]
- نماینده سابق مجلس ایالات متحده روسکو بارتلت از مریلند[۳]
- نماینده سابق مجلس ایالات متحده Barry Goldwater, Jr. از کالیفرنیا[۱۴]
- نماینده سابق ایالات متحده ران پال از تگزاس[۱۵]
- نماینده سابق مجلس ایالات متحده Connie Mack IV از فلوریدا[۱۶]
- نماینده سابق مجلس ایالات متحده باب بار از جورجیا[۱۷]
- نماینده سابق مجلس ایالات متحده هوارد هومن بافت از نبراسکا[۱۸]
- نماینده سابق مجلس ایالات متحده H.R. Gross از آیووا[۱۹]
- نماینده سابق مجلس ایالات متحده جو والش (سیاست‌مدار) از ایلی‌نوی[۲۰][۲۱]

### سناتورهای ایالات متحده

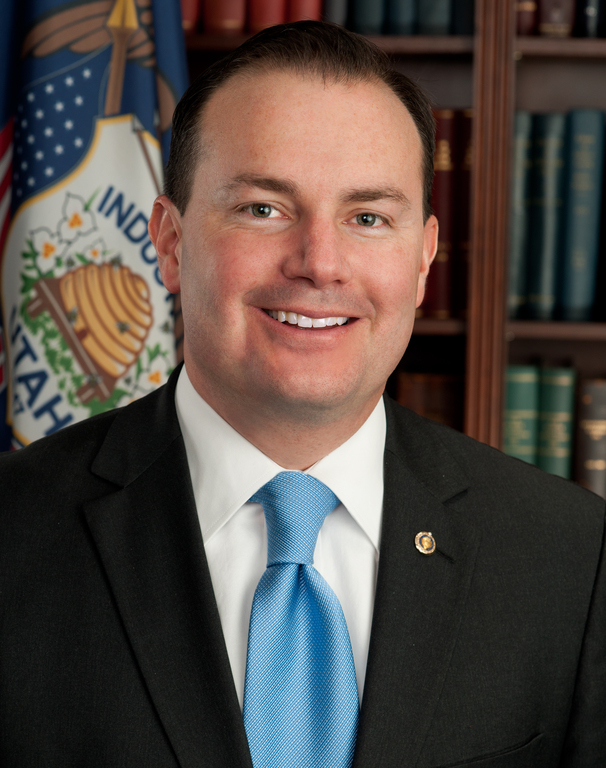
مایک لی

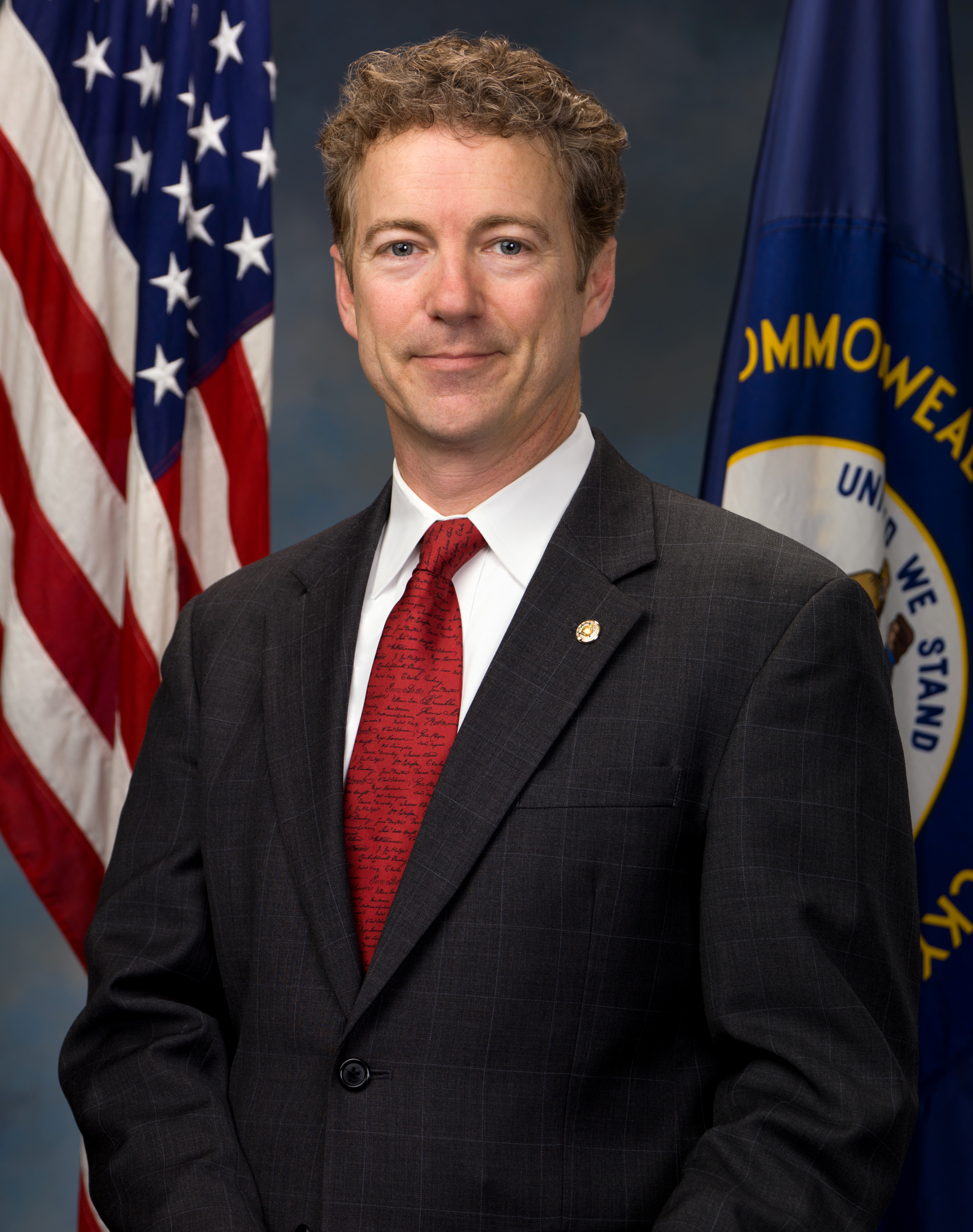
رند پال

- سناتور ایالات متحده تد کروز از تگزاس[۲۲]
- سناتور ایالات متحده جف فلیک از آریزونا[۲۳]
- سناتور ایالات متحده مایک لی از یوتا[۲۴]
- سناتور ایالات متحده رند پال از کنتاکی[۲۵][۲۶]
- سناتور ایالات متحده پت تومی از پنسیلوانیا[۲۷][۲۸]
- سناتور سابق ایالات متحده بری گلدواتر از آریزونا[۲۹]
- سناتور سابق ایالات متحده رابرت تفت از اوهایو[۳۰]
- سناتور سابق ایالات متحده جورج فرریزبی هور از ماساچوست[۳۱]

### فرمانداران ایالات متحده
- فرماندار نیکی هیلی از کارولینای جنوبی[۳۲]
- فرماندار گری هربرت از یوتا[۳۳]
- فرماندار پل لیپیج از ایالت مین[۳۴]
- فرماندار برایان ساندووال از نوادا[۳۵]
- فرماندار ریک اسنایدر از میشیگان[۳۶]
- فرماندار Scott Walker از ویسکانسین[۳۷]
- فرماندار سابق میچ دنیلز از ایندیانا[۳۸]
- فرماندار سابق گری جانسن از نیومکزیکو[۳۹]
- فرماندار سابق مارک سنفورد از کارولینای جنوبی[۴۰]
- فرماندار سابق ویلیام ولد از ماساچوست[۴۱]

### نویسندگان و دانشوران
- اقتصاددان برنده جایزه نوبل میلتون فریدمن[۴۲]
- سخنرانی‌نویس و نویسنده کارل هس[۴۳]
- Philosophy prازessor جان هاسپرز[۴۴]
- Author زورا نیل هرستون[۴۵]
- وال استریت ژورنال writer Stephen Moore[۴۶]
- اقتصاددان و فیلسوف موری راتبارد (تا دهه ۱۹۵۰)[۴۷]
- Economist Mark Skousen[۴۶]

### دیگران
- Radio talk show host Neal Boortz[۴۸]
- TV personality تاکر کارلسون[۴۹]
- هنرپیشه و فیلمساز کلینت ایستوود[۵۰]
- Radio talk show host Larry Elder[۵۱]
- TV personality دنیس میلر[۵۲]
- Humorist پاتریک جی ارورکه[۵۳]
- Businessman Wayne Allyn Root[۵۴]
- مؤسس  پی پل پیتر تیل[۵۵]
- بازیگر وینس وان[۵۶]
- میزبان تاک شوی رادیویی گلن بک[۵۷]
- Radio talk show host Jerry Doyle[۵۸]
- بروکر سرمایه گذاری پیتر شف[۵۹]
- Radio talk show host and political commentator Jack Hunter[۶۰]
- Political activist Grover Norquist[۶۱]